# Wychavon
Wychavon este un district ne-metropolitan din Regatul Unit, situat în comitatul Worcestershire din regiunea West Midlands, Anglia.

## Orașe în cadrul districtului
- Droitwich Spa
- Evesham
- Pershore

1. ↑   https://ons.maps.arcgis.com/home/item.html?id=a79de233ad254a6d9f76298e666abb2b Lipsește sau este vid: |title= (ajutor)